# Pete Waterman
Peter Alan Waterman OBE (Coventry, 15 de janeiro de 1947) é um produtor musical, compositor, DJ de rádio e clube, apresentador de televisão, presidente do clube da liga de rugby de Coventry Bears e entusiasta do setor ferroviário. Como membro da equipe de composição de Stock Aitken Waterman, ele escreveu e produziu muitos singles de sucesso. Ele é proprietário de coleções significativas de locomotivas históricas e comerciais, e frotas de trens. Além disso, tornou-se notório por ser jurado de alguns talent shows do Reino Unido, como Pop Idol e Popstars: The Rivals.